# 法国—马来西亚关系
法国—马来西亚关系是法国与马来西亚之间的外交关系。法国在吉隆坡设有大使馆，马来西亚也在巴黎设有大使馆。

## 历史

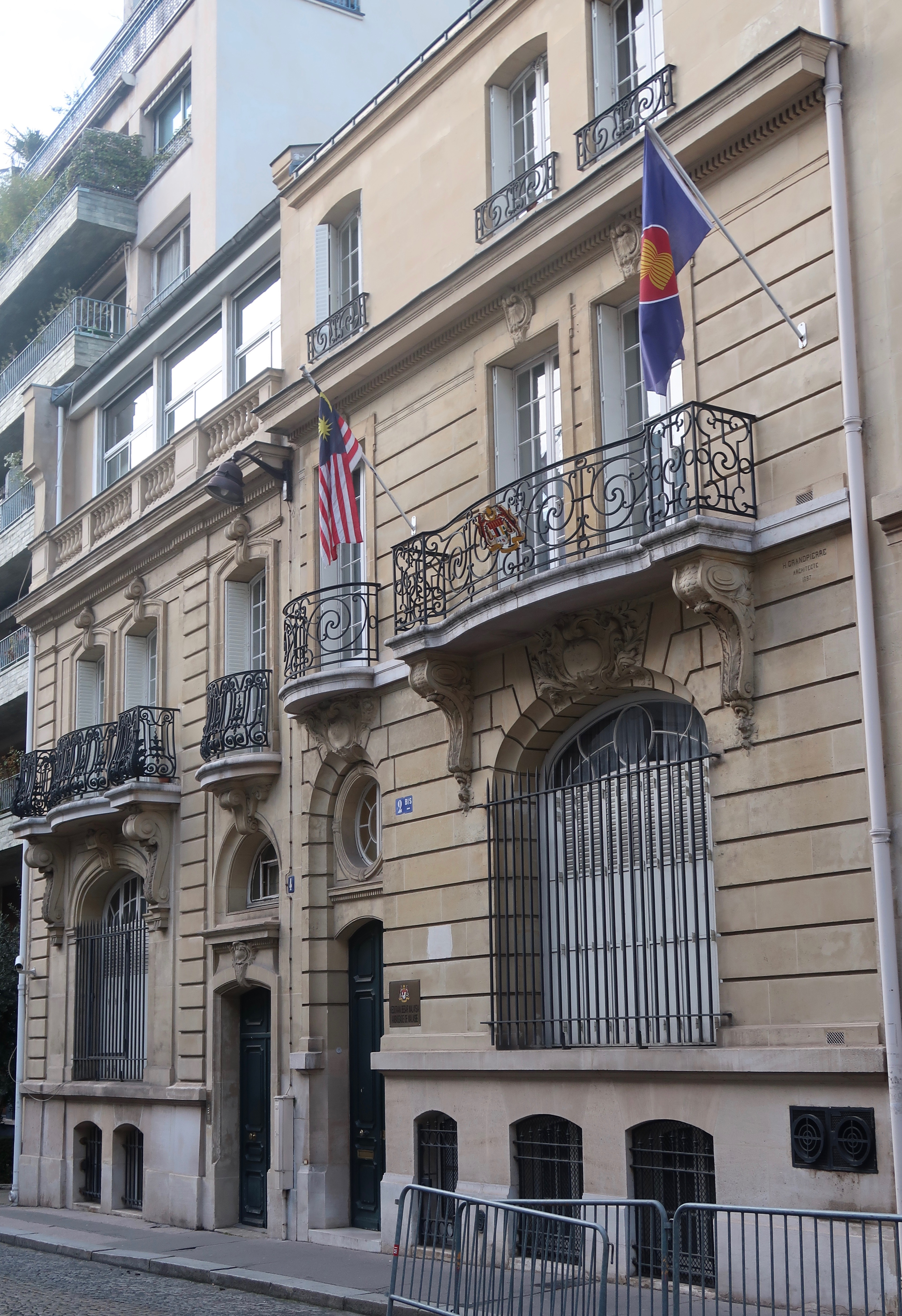
在巴黎的马来西亚大使馆

两国关系是在1957年马来亚联邦获得独立后开始的，尽管第一任马来亚驻法国大使直到1959年才抵达巴黎。在雅克·希拉克和马哈迪·莫哈末执政期间，两国关系显着改善，特别是在经济、政治和文化方面。
2018年6月2日，乔治市保护及发展机构（GTCDC）与法国驻马大使馆签署合作备忘录，法国阿尔与马来西亚乔治市缔结为友好城市。

## 文化
1990年代，时任马来西亚首相马哈迪·莫哈末在一次访问法国古镇科尔马后对该镇着迷，之后便在彭亨州武吉丁宜打造了一个以法国风格为主题的法国村。